# Cacos
Cacos foram grupos de homens armados, originalmente oriundos da população escravizada do Haiti, que viriam a exercer o poder nas regiões montanhosas do Haiti após a vitória da Revolução Haitiana em 1804.  Esta alcunha Cacos é derivada do pássaro de pluma vermelha por causa dos insurgentes que "costumavam se esconder, como o pássaro do mesmo nome, sob as folhas para surgir inesperadamente e atacar seu inimigo". 

## Resistência à ocupação dos Estados Unidos (1915-1934)

Marines dos EUA em busca dos Cacos, por volta de 1919.

Os Estados Unidos invadiram o Haiti em 28 de julho de 1915 e mantiveram uma força de fuzileiros navais para ocupar a ilha até 1934. Embora pudessem conquistar o controle das cidades com bastante rapidez, os Cacos mantiveram uma resistência obstinada nas regiões montanhosas do norte. Em Cap-Haïtien, os Cacos ameaçaram expulsar os fuzileiros estadunidenses, mas os reforços de última hora permitiram que os fuzileiros contra-atacassem, matando 40 Cacos. Os marines então invadiram lentamente o território montanhoso dos Cacos, acabando por cercar o exército guerrilheiro em Fort Rivière.

### Combatentescacosdestacados
- Charlemagne Péralte, surgiu como um dos líderes dos Cacos desde sua fuga do cativeiro até sua morte em 1 de novembro de 1919.
- Benoît Batraville, um tenente de Péralte, assumiu como comandante dos Cacos em dezembro de 1919. Foi morto pelos fuzileiros navais dos Estados Unidos em 20 de maio de 1920.[3]